# Wiesław Grzegorski
Wiesław Zbigniew Grzegorski – polski dyrygent, doktor habilitowany.

## Życiorys
W 1983 r. ukończył studia wychowania muzycznego w Akademii Muzycznej w Krakowie. Został pracownikiem naukowym w Instytucie Muzyki, Kolegium Nauk Humanistycznych Uniwersytetu Rzeszowskiego.